# Bayon-sur-Gironde
Bayon-sur-Gironde é uma comuna francesa na região administrativa da Nova Aquitânia, no departamento da Gironda. Estende-se por uma área de 5,7 km². Em 2010 a comuna tinha 715 habitantes (densidade: 125,4 hab./km²).